# Georges Delrieu (militaire)
Pour les articles homonymes, voir Georges Delrieu et Delrieu.
Georges Delrieu (Puylaroque, 3 janvier 1919 - Mort pour la France près de Tivoli le 5 juin 1944), est un footballeur et militaire français, Compagnon de la Libération à titre posthume par décret du 20 novembre 1944. Jeune footballeur professionnel dont la carrière est interrompue par le déclenchement de la Seconde Guerre mondiale, il décide de se rallier à la France libre et participe aux opérations en Afrique puis en Italie où il est tué au combat.

## Biographie

### Jeunesse
Georges Delrieu naît le 3 janvier 1919 à Puylaroque, dans le Tarn-et-Garonne. Ses parents, propriétaires terriens, s'installent au Maroc dans les années 1920. Travaillant comme commis à la trésorerie générale de Rabat, il devient parallèlement footballeur à l'Olympique marocain avec lequel il est sacré champion du Maroc en 1936 et 1937. Il remporte également la coupe Gil les mêmes années et la coupe d'Afrique du Nord en 1938,. En mai 1939, il démissionne de son poste de commis et retourne en France pour signer un contrat de footballeur professionnel avec le Racing Club de France.

### Seconde Guerre mondiale
Sa carrière sportive est brusquement interrompue par le déclenchement de la Seconde Guerre mondiale pour laquelle il est mobilisé en novembre 1939. Affecté au 7e puis au 8e régiment de tirailleurs marocains, il est envoyé à Cherchell, en Algérie pour y suivre les cours d'élève-aspirant de février à avril 1940. Il gagne ensuite la métropole pour réaliser un stage de perfectionnement à Fontenay-le-Comte où il se trouve encore à la fin de la bataille de France. Ayant entendu l'appel du général de Gaulle et décidé à poursuivre la lutte, il s'enfuit vers Saint-Jean-de-Luz où il embarque le 21 juin sur le MS Batory à destination de Plymouth. Parvenu en Angleterre, il s'engage dans les forces françaises libres et, promu aspirant, participe à la bataille de Dakar avant d'être affecté au bataillon de marche no 1. Au sein de cette unité, commandée par Raymond Delange, il prend part à la campagne du Gabon où il s'illustre en sauvant de la noyade deux de ses camarades lors d'une opération en pirogue dans la nuit du 1er novembre 1940.
Promu sous-lieutenant, il est muté au 1er régiment de tirailleurs du Cameroun où, sous les ordres de Roger Gardet, il participe à la création du 3e bataillon qui, après un entraînement intensif, prend le nom de bataillon de marcheno 5 (BM5). Subordonné à la 2e brigade française libre, le BM5 intervient en Égypte où Georges Delrieu participe à la seconde bataille d'El Alamein en octobre 1942. Promu lieutenant, il prend part à la campagne de Tunisie et se distingue le 11 mai 1943 en s'emparant d'un blockhaus ennemi puis en portant secours à une section voisine en abattant trois soldats de la wehrmacht et faisant fuit les autres. Regroupé au sein de la 1re division française libre, le BM5 débarque en Italie en avril 1944. Le 5 juin, le lieutenant Delrieu mène sa section à l'attaque d'un groupe de maisons occupées par l'ennemi au sud du Ponte Lucano, dans la banlieue de Tivoli. Combattant au corps à corps pour la prise de l'objectif, Georges Delrieu est tué lors de l'affrontement. Inhumé dans un premier temps à Rome, son corps est ensuite rapatrié dans son village natal.

## Décorations
|  |  |  |  |  |  |
|  |  |  |  |  |  |

| Chevalier de la Légion d'honneur                 | Chevalier de la Légion d'honneur                 | Compagnon de la Libération                       | Compagnon de la Libération                    | Croix de guerre 1939-1945 Avec palme          | Croix de guerre 1939-1945 Avec palme          |
| Médaille de la Résistance française Avec rosette | Médaille de la Résistance française Avec rosette | Médaille de la Résistance française Avec rosette | Médaille coloniale Avec agrafe "Tunisie 1943" | Médaille coloniale Avec agrafe "Tunisie 1943" | Médaille coloniale Avec agrafe "Tunisie 1943" |

## Hommages
- Dans sa ville natale de Puylaroque, son nom est inscrit sur le monument aux morts de la commune[6].
- À Montauban, une plaque lui est dédiée sur un monument commémoratif[7].